# Кано Дзіґоро
Дзіґоро Кано (яп. 嘉納 治五郎; 28 жовтня 1860 — 4 травня 1938) — засновник дзюдо, школи Кодокан.

## Біографія
Кано народився у місті Мікаго, недалеко від Кіото. У 1871 році, коли Кано було 10 років, померла його мати та його родина переїхала до Токіо. У Кано були здібності до вивчення мов, і у віці 15 років він почав відвідувати школу іноземних мов у Токіо. У 1877 році Кано вступив до Токійського університету, де вивчав філософію і політичні науки.
В юності Кано був фізично слабким та не вирізнявся міцною статурою, що давало привід для знущань з боку його однолітків. Кано вирішив самостійно почати розвиватися й у 17 років почав займатися Дзюдзюцу у Рудзі Катагірі, у той час в Японії це був поширений вид боротьби. Надалі в основи технік дзюдо лягли елементи боротьби дзюдзюцу.

### Дзюдо Кодокан
Розвиваючи кидкові техніки, Кано прийшов до думки реформувати дзю-дзюцу. Кано хотів за допомогою нової техніки, що базувалася на наукових спостереженнях, домогтися поєднання розуму та духу своїх учнів. Небезпечні техніки, що призводили до травмування, Кано виключив з програми, намагаючись створити новий, ефективний вид боротьби.
У 1881 році Кано закінчив Університет та незабаром обійняв посаду вчителя літератури у школі для дітей з привілейованих родин.
У лютому 1882 року Кано відкрив свій Додзьо та впровадив Кодокан Дзюдо. Із самого початку в Кано було дев'ятеро учнів та зала розміром на 12 татамі.
Нове мистецтво дзюдо почало поширюватися лише тоді, коли учні Кано у 1886 році зуміли перемогти 28 разів з 30 сутичок зі школою Дзю дзюцу. Решта боїв закінчилися нічиєю. У зв'язку з таким успіхом школа Дзюдо почала поширюватися по Японії дуже швидко. Дзюдо ввели до освітньої системи національної поліції й армії.
Кано вкладав багато змісту у дисципліну та був дуже суворим. З іншого боку, його учні не мусили платити за своє навчання та відкуповувалися рисом і чаєм. Він навіть надавав їм одяг для тренувань, який сам шив.
У 1891 році Кано одружився з Сумако.
У 1909 році став тренером Міжнародного олімпійського комітету.
У 1919 був призначений президентом Японської атлетичної організації.
У 1938 році, 4 травня, Кано помер від запалення легенів у віці 77 років, під час подорожі до Японії з Європи, де він успішно популяризував дзюдо.
Починаючи з 2011 року, 28 жовтня (день народження Дзіґоро Кано) щорічно відзначатиметься як Всесвітній день дзюдо.